# University Hall (Harvard University)
Die University Hall der Harvard University in Cambridge, Massachusetts wurde Anfang des 19. Jahrhunderts von Charles Bulfinch entworfen und unter der Aufsicht von Loammi Baldwin, Jr. errichtet. Das äußerlich bis heute kaum veränderte Gebäude wurde 1970 als National Historic Landmark in das National Register of Historic Places eingetragen und ist seit 1973 zugleich Contributing Property zum Harvard Yard Historic District.

## Architektur
Das dreistöckige Gebäude wurde aus Granit errichtet, besitzt ein Walmdach und weist eine Grundfläche von 42,7 m × 15,2 m × 12,2 m auf. Die identisch gestalteten Ost- und Westseiten sind in drei Abschnitte unterteilt. Der Hauptteil in der Mitte wird durch vier aus Holz gefertigte Pilaster ionischer Ordnung gekennzeichnet, die – wenngleich nur scheinbar – eine ebenfalls hölzerne Palisade auf dem Dach tragen. Der Mittelteil an der Westseite besaß ursprünglich einen einstöckigen, von neun Granitsäulen getragenen Portikus, der jedoch 1842 demontiert wurde. Das Gebäude besitzt eine eigene, 1896 restaurierte Kapelle, die heute jedoch als Fakultätszimmer genutzt wird.

## Entstehung
Im November 1812 erhielt Charles Bulfinch den Auftrag, ein neues Gebäude für das damalige Harvard College zu entwerfen. Aus drei von ihm eingereichten alternativen Plänen wurde einer ausgewählt und Loammi Baldwin, Jr. mit dem Bau beauftragt. Die Bauarbeiten begannen am 1. Juli 1813, der Rohbau konnte 1814 abgeschlossen werden. Bulfinch übernahm die Bauaufsicht ab Mai 1814 selbst, bis das Bauwerk 1815 endgültig fertiggestellt war. Die Baukosten betrugen insgesamt 65.000 US-Dollar (heute ca. 1.182.000 Dollar bzw. 1.091.400 Euro).